# Сироко
Вижте пояснителната страница за други значения на Сироко.
Сироко (от италиански: scirocco) е югозападен вятър в Средиземноморието. Възниква при придвижването на горещи и сухи въздушни маси от Сахара и Арабската пустиня, увлечени на север от придвижващи се на изток над Средиземно море циклонални клетки. Сироко предизвиква сухо и прашно време в Северна Африка, бури в Средиземно море и хладно и влажно време в Южна Европа, в резултат на охлаждането и овлажняването на въздушните маси при преминаването над морето. Вятърът е типичен за горещи периоди през пролетта и есента.